# Ересунн

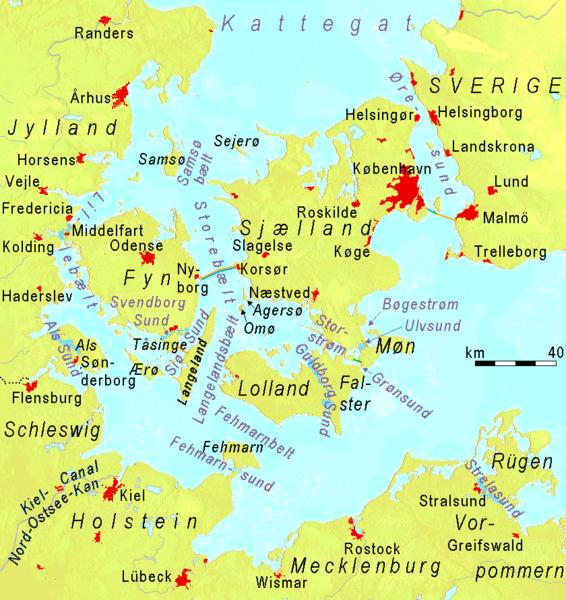
Данські протоки та південно-західна частина Балтійського моря, мости зображені оранжевим, тунелі — темно-синім, греблі — зеленим. Ересунн знаходиться в верхній правій частині сторінки.

Éресунн, Зунд (дан. Øresund, швед. Öresund) — протока, яка відокремлює острів Зеландія (Данія) від провінції Сконе (Швеція) та формує дансько-шведський державний кордон.
Завширшки 4 км у найвужчому місці (між данським Гельсінгером і шведським Гельсінгборгом).
Ересунн разом із Великим Бельтом, Малим Бельтом і Кільським каналом є одним із чотирьох водних шляхів, що з'єднує Балтійське море з Атлантичним океаном через Каттегат, Скагеррак і Північне море і є однією з найбільш зайнятих водних артерій у світі.
На берегах Ересунна розташовані два великих міста — Копенгаген і Мальме, пов'язані одне з одним Ересуннським мостом, що складається з безпосередньо моста і тунелю, які з'єднуються на штучному острівці Пебергольм. Міст через Ересунн був урочисто введений у дію 1 липня 2000 року, королем Швеції Карлом XVI Густавом і королевою Данії Маргрете II.

## Історія
Політичний контроль над протокою Ересунн був важливим питанням в історії Данії та Швеції. Данія зберігала військовий контроль над прибережною фортецею Кронборг у Гельсінгері на західній стороні і фортецею Кернан у Гельсінгборгу на сході, поки східний берег не був переданий Швеції 1658 року на підставі Роскільського договору. Обидві фортеці розташовані там, де протока має ширину 4 кілометри.
У 1429 році король Ерік Померанський ввів зундське мито, яке діяло понад чотири століття, аж до 1857 року. Тоді транзитні збори на використання водних шляхів, доріг, мостів і переходів були прийнятим способом оподаткування, що могло становити велику частину доходу держави. Зундське мито залишалося найважливішим джерелом доходу для данської корони протягом декількох століть, що робило данських королів відносно незалежними від Таємної ради Данії та аристократії.
Швеція прагнула менше залежати від Данії, тому здійснила два великі проєкти — заснувала Гетеборг 1621 року та побудувала Гета-канал (1810—1832 роки).
Копенгагенська конвенція 1857 року скасувала мито і зробила данські протоки міжнародним водним шляхом.

## Межі

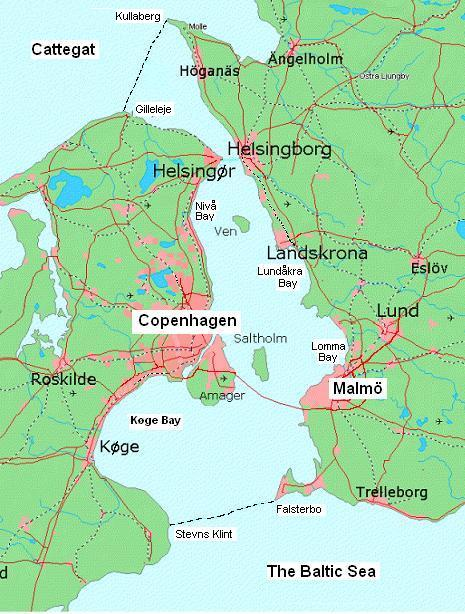
Протока Ересунн, позначені її північна та південна межі

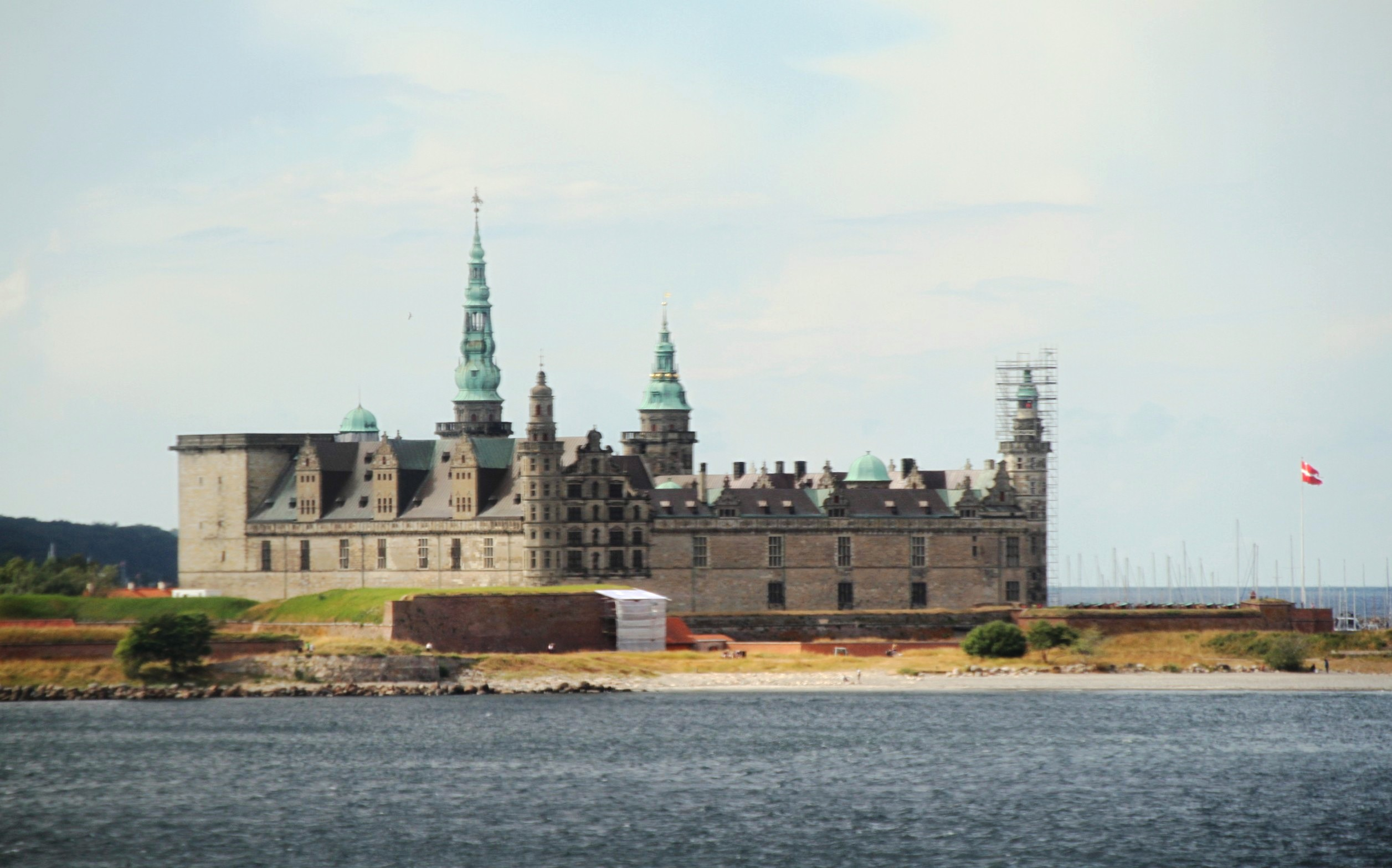
Замок Кронборг розташований на крайньому північному сході острова Зеландія в найвужчому місці протоки Ересунн

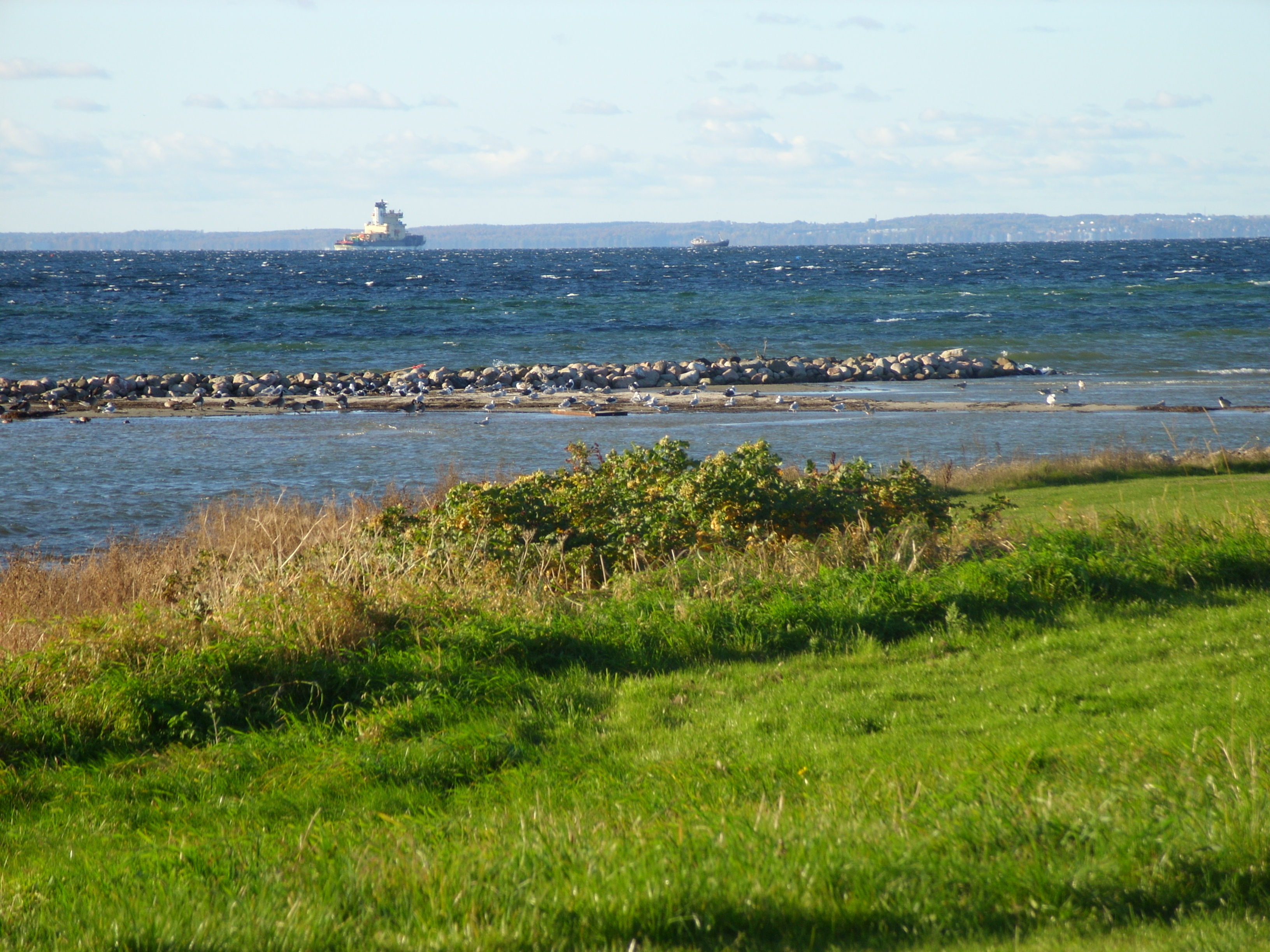
Вид на протоку Ересунн та узбережжя Данії з шведської сторони протоки, з місця, розташованого трохи північніше міста Ландскруна

Північною межею між Ересунн і Каттегатом є лінія, що прямує від Гіллєлеє на півночі Зеландії до найзахіднішої точки Кулаберг на північ від Гельсінгборгу. На півдні лінія з'єднує маяк Стевнс (55°17′ пн. ш. 12°27′ сх. д. / 55.283° пн. ш. 12.450° сх. д.) та мис Фальстербу (55°23′ пн. ш. 12°49′ сх. д. / 55.383° пн. ш. 12.817° сх. д.).

## Солоність, течії та іхтіофауна
Ересунн, як і інші данські протоки, знаходиться на кордоні між океанічною солоною водою (яка має солоність більш ніж 30 ‰) і слабосолоною водою Балтійського моря.
Оскільки Каттегат на півночі має майже океанічні умови, а Балтійське море має слабосолону воду (близько 7 ‰ в головному басейні), водні умови Ересунда є досить незвичайними і постійно змінюються. Течії дуже складні, але поверхнева течія спрямована переважно на північ (з Балтійського моря), що дає нижчу поверхневу солоність, хоча напрям течії може змінюватися. Середня солоність поверхні становить близько 10—12 ‰ в південній частині протоки, але в північній частині (північніше Гельсінгеру) вона вище 20 ‰.
Біля морського дна (де протока досить глибока) умови стабільніші, а солоність завжди океанічна (вище 30 ‰) нижче певної глибини, яка коливається від 10 до 15 метрів. У південній частині, однак, глибина становить 5—6 метрів (за межами досить вузьких водних шляхів Дрогден і Флінтреннан), і це певна межа океанічної солоної води, яка також є кордоном для багатьох морських видів фауни. У центральній частині Балтійського моря проживають лише 52 відомих види солоних вод, порівняно з близько 1500 в Північному морі. Відомо, що близько 600 видів існують принаймні в деяких частинах протоки Ересунн. Добре відомі приклади, коли нижня солоність робить чіткий кордон розмножування, це стосується омарів, трав'яного краба прибережного, декількох видів камбали і медузи Cyanea capillata; остання може іноді заходити в південно-західну частину Балтійського моря, але не може розмножуватися там.
У протоці спостерігаються щоденні припливи, але гравітація Місяця не може змусити води протоки рухатися з заходу на схід, у вузьких водах протоки напрямок течії є або північним, або південним. Таким чином, незначна різниця в рівнях води в протоці обумовлена щоденними припливами, але течії мають набагато сильніший ефект. Сильний вітер може також впливати на рівень води, у виняткових умовах, таких як шторми і урагани, океанські води можуть раптово проникнути в Балтійське море на всіх глибинах. У результаті таких подій в південній частині Балтійського моря з'являються глибокі води більшої солоності, що дає можливість деяким видам там розмножуватися. Якщо такого притоку океанічних вод до Балтійського моря не відбувається близько десятиліття, то розмноження тріски стає проблематичним.
Як правило, коли напрямок течії змінюється з північного на південний, він ніколи не повертається на 180 градусів із тим же потоком, замість цього течія «сповільнюється до нуля», а потім починає текти в протилежному напрямку.

## Найвідоміші острови протоки
- Амагер (Данія)
- Пебергольм — штучний острів, Данія
- Сальтгольм (Данія)
- Вен (Швеція)
- Флакфортер — штучний острів, Данія

## Галерея

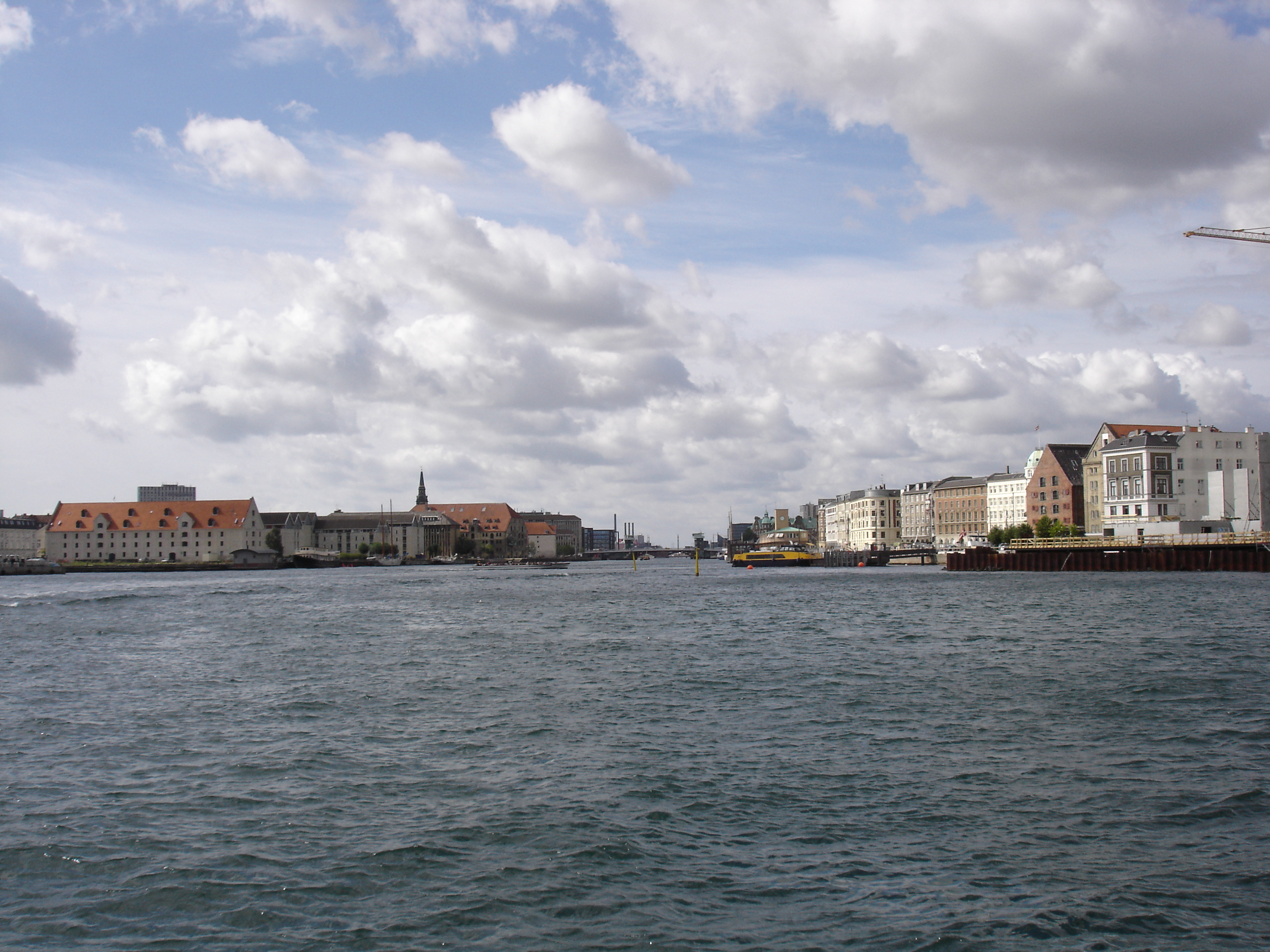
Копенгаген — найбільше місто на берегах протоки
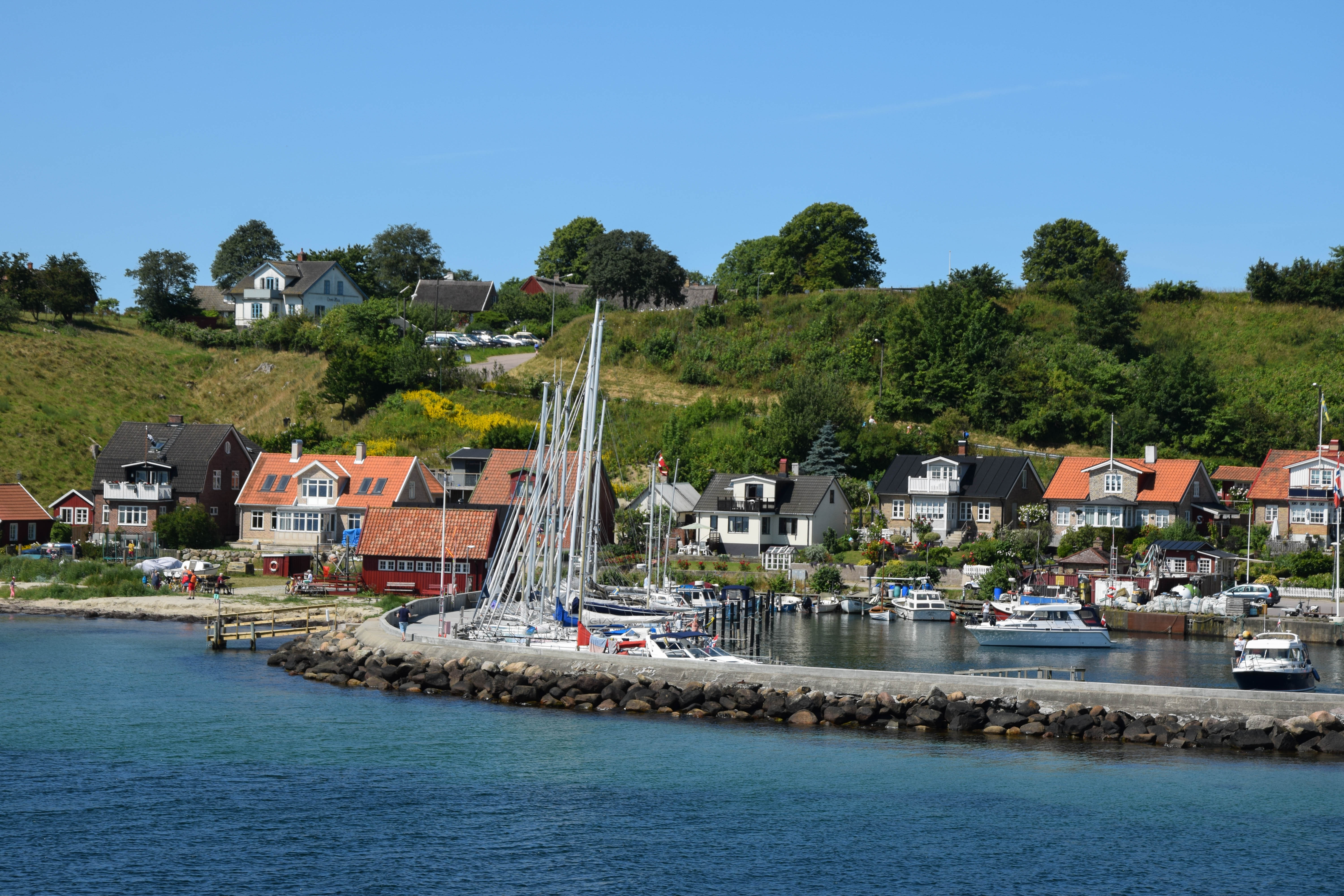
Острів Вен
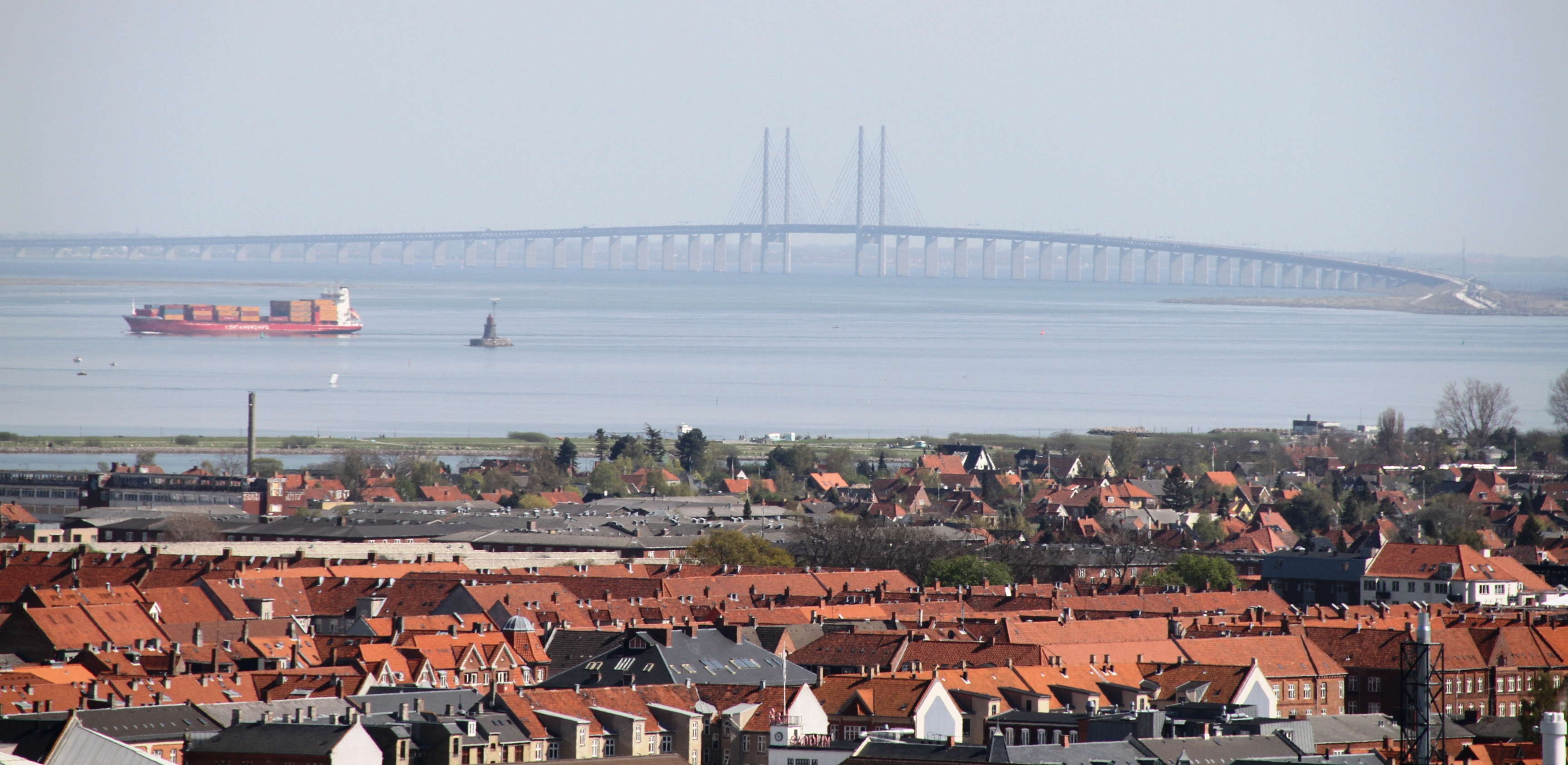
Острів Амагер
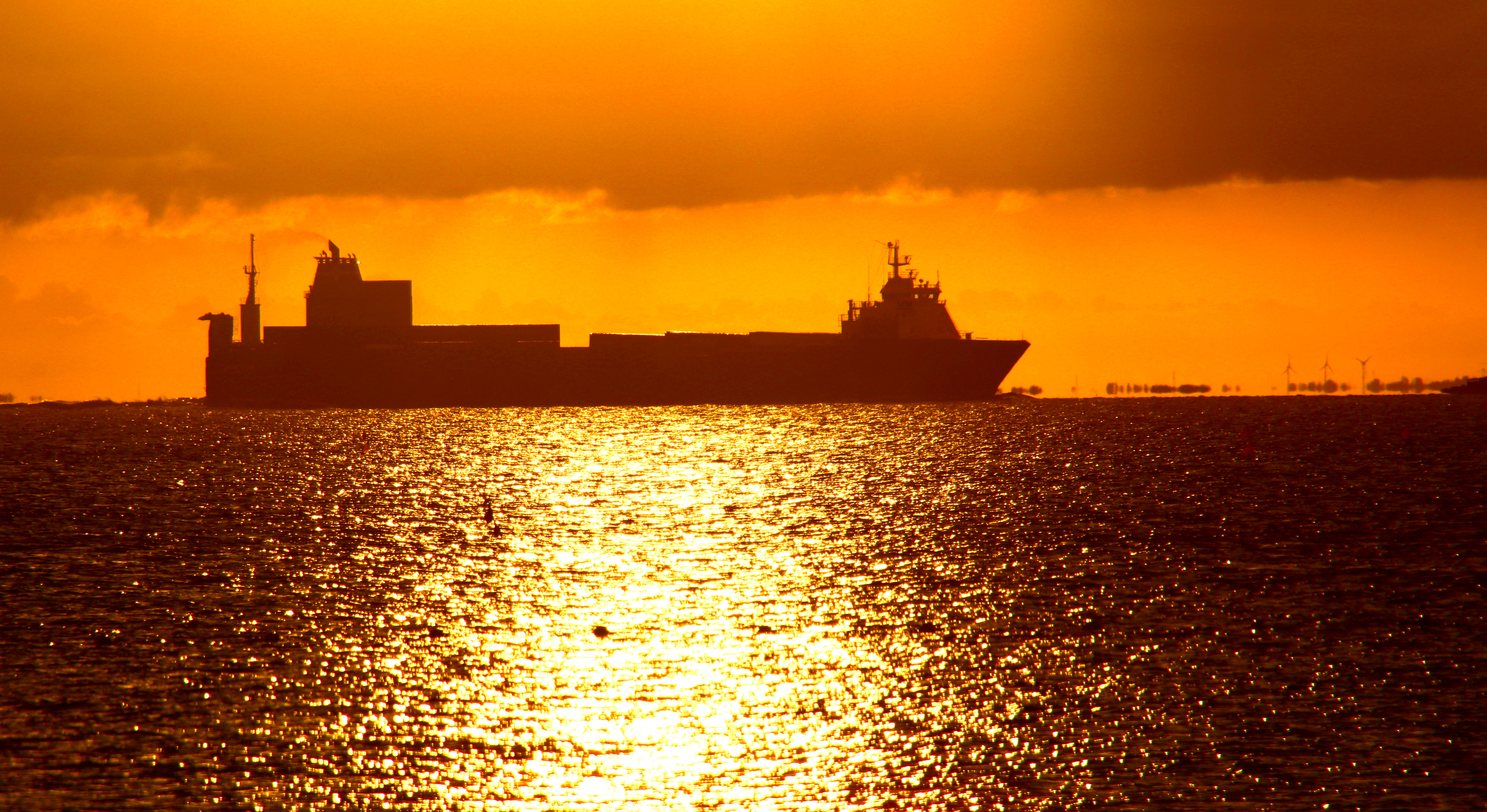
Корабель у протоці
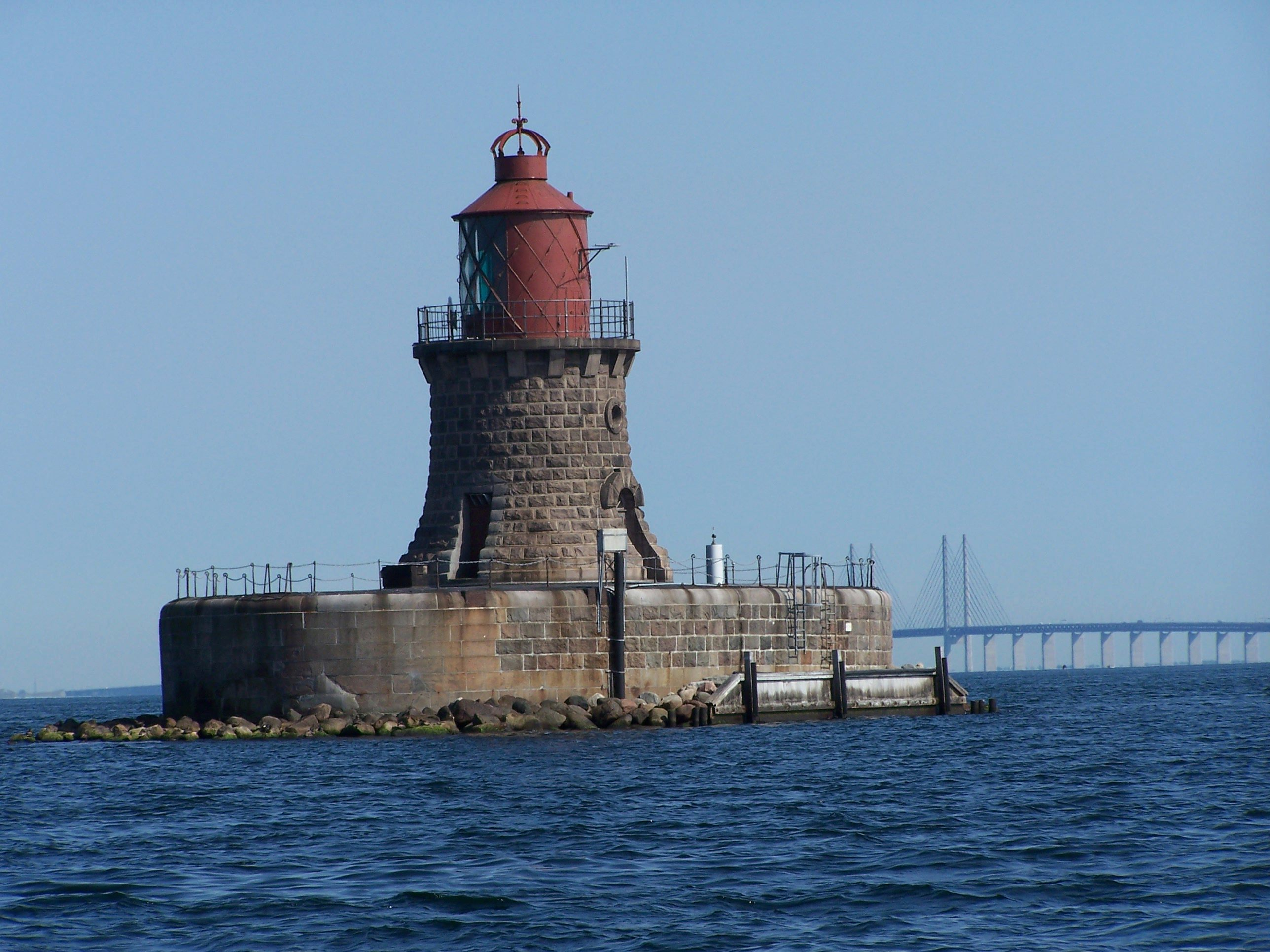
Маяк Нордре-Рос біля Копенгагена
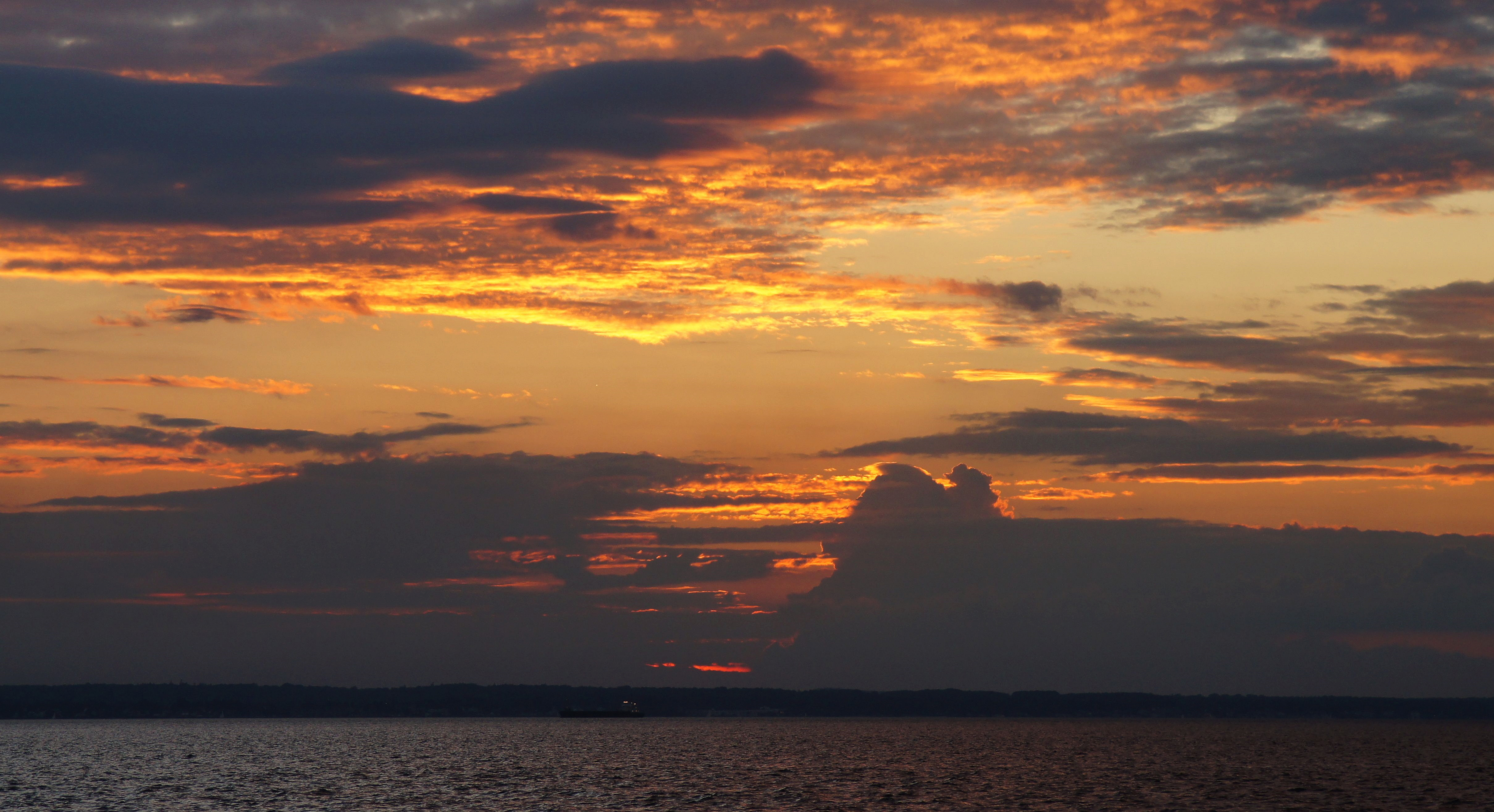
Після заходу сонця